# پلانا (سینیتسا)
پلانا (به صربی: Plana) یک منطقهٔ مسکونی در صربستان است که در سینیتسا واقع شده‌است. پلانا ۳۷ نفر جمعیت دارد.